# Siegfried von Lindenberg
Siegfried von Lindenberg. Eine komische Geschichte ist ein satirischer Roman von Johann Gottwerth Müller, der 1779 erschien. 1781 folgte eine zweite, erweiterte Auflage.

## Inhalt
Der Roman erzählt die Geschichte des pommerschen Landadligen Siegfried von Lindenberg, der ein sehr kleines Territorium regiert. Er wurde von seinem Vater auf eine militärische Laufbahn vorbereitet und genoss ansonsten überhaupt keine Bildung. Nach dem Tod des Vaters nahm er seinen Abschied von Militär. Da seine Mutter der Meinung war, Bildung habe er als Edelmann nicht nötig und er müsse sich mit keinem Bürgerlichen gemein machen, verbrachte er seine Regierungszeit zunächst nur mit Reiten und Pfeiferauchen. Einige Zeit nach dem Tod der Mutter fängt er aber an, sich von dem servilen Schulmeister des von ihm regierten Dorfes aus verschiedenen Büchern und Zeitungen vorlesen zu lassen. Die Bildung des Schulmeisters ist ebenfalls sehr lückenhaft, was dieser aber verbergen möchte und immer eine Antwort parat hat. Dadurch bekommt Siegfried von vielen Dingen gar keine oder eine falsche Vorstellung.
Da Siegfried sehr stolz auf seinen alten Adel ist und von sich sagt, er sein ein Edelmann „so gut als der Kaiser“, möchte er alles, was er durch die Zeitungen von den Herrschern anderer Länder erfährt, nachahmen: So wird in seinem Schloss eine Druckerei errichtet, eine Zeitung herausgegeben, eine „historische Sozietät“ und ein „geheimes Konseil“ gegründet. Zum Schluss wird sogar ein Theater eröffnet und Minna von Barnhelm darin aufgeführt.
Bei all diesen Vorhaben wird Siegfried, ohne es zu merken, immer mehr von seinem Schulmeister beeinflusst. Dieser häuft immer mehr Ämter an, was den Neid des Hofpoeten und Justiciarius weckt: Als der Schweinehirt des Dorfes stirbt und keiner der Bauern die Aufgabe übernehmen will, überzeugt der Justiciarius Siegfried, dass nur der Schulmeister dieses hohen Amtes würdig sei.

## Stil
Müller verspottet mit dieser Geschichte nicht nur die Unbildung und die Willkür der Fürsten, sondern z. B. auch die Servilität ihrer Untertanen, das Intrigenspiel an den fürstlichen Höfen sowie das „Geniewesen“. Der Roman wird von einem auktorialen Erzähler wiedergegeben, der den Gang der Handlung immer wieder durch Kommentare und Abschweifungen unterbricht. Einige Figuren, auch Siegfried selbst, sprechen Dialekt, was für die Literatur dieser Zeit eher ungewöhnlich war.

## Ausgaben
- Siegfried von Lindenberg, 3 Teile, 2. erweiterte Auflage 1781/1782 Neue Ausgabe Jena 1830 Digitalisat
  - Siegfried von Lindenberg, 5. Auflage, Carl Friedrich Schneidern, Leipzig 1790. Band 1 Digitalisat, Band 2 Digitalisat
  - Johann Gottwerth Müller von Itzehoe: Siegfried von Lindenberg. Nach der Ausgabe von 1779. Mit einem Anhang von Friedrich Priewe, Wolfgang Reschke und Alexander Ritter sowie 12 Abbildungen von Chodowiecki. Harenberg, Dortmund (= Die bibliophilen Taschenbücher. Band 54a).

## Rezeption
Siegfried von Lindenberg war Müllers erfolgreichster Roman – so erfolgreich, dass er seine folgenden Romane nicht unter seinem Namen, sondern nur mit der Angabe „vom Verfasser des Siegfried von Lindenberg“ veröffentlichte.
1790 erschien ein Lustspiel in fünf Aufzügen „Nach Müllers Roman frey bearbeitet“.
1984 produzierte Radio Bremen eine Hörbuchfassung mit Christian Wolff als Sprecher.
Die Literaturwissenschaft hat Siegfried von Lindenberg wenig beachtet. Jörg Schönert sieht ihn als Beispiel für eine „Trivialisierung“ des satirischen Romans der Spätaufklärung. Müller wende sich einem breiten Publikum zu und vermische Zeitkritik mit eher burlesken Scherzen und Situationskomik, wodurch er dem eigenen satirischen Anspruch nicht gerecht werde. Der Protagonist werde trotz seiner Schwächen als grundsätzlich guter Mensch dargestellt; seine Untertanen haben nicht unter seinen Espakaden zu leiden – daher werden die „Möglichkeiten zu aktuell und gesellschaftlich bedeutsamer Satire ‚verschenkt‘“.